# Georges Braque
Georges Braque (Argenteuil, 13. svibnja 1882. – Pariz, 31. kolovoza 1963.), francuski slikar.
Jedna je od dominantnih ličnosti Pariške slikarske škole. U Salonu nezavisnih izložio je 1906. svoja prva ulja: pejzaže slikane čistim bojama i mrtve prirode. Od 1907. godine počinje raščlanjivati svijet viđenoga u oblike geometrijskih tijela. Henri Matisse je primijetio da Braque konstruira svoje pejzaže kockama, odakle je izveden naziv kubizam. Još desetak godina je kubistički stilizirao mrtve prirode s violinama, gitarama i gipsanim torzima, a radovi posljednje faze pokazuju zaokret prema irealnom. Izradio je tri stropne slike u Louvreu i vitraje za crkvu u Varengevilleu. 

## Mladost
Georges Braque rođen je 13. svibnja 1882. u Argenteuilu, Francuska. Odrastao je u Le Havreu, a školovao se za soboslikara i dekoratora, posao koji su imali i njegov otac i djed, no tijekom popodneva studirao je slikarstvo na École des Beaux-Arts od 1897. do 1899.
Praksu je odrađivao u Parizu kod jednog dekoratora, a 1902. dobio je i diplomu. Sljedeće godine upisao se na Académie Humbert, koja je isto bila u Parizu, te je tu slikao do 1904. Braque se tu upoznao s Marie Laurencin i Francisom Picabijom.

## Fovizam
Njegova prva djela bila su impresionistička, no nakon što je 1905. pogledao izložbu fovista, Braque počinje slikati u tom stilu. Fovisti, grupa čiji su članovi, među ostalima, bili i Henri Matisse i André Derain, su koristili žarke boje i slabe strukture forme kako bi uhvatili najintenzivniji emocionalni odgovor. Braque je najviše surađivao s Raoulom Dufyjem i Othonom Frieszom, koji su kao i Braqie živili u Le Havreu, te su svojim radom razvili novi oblik fovizma. Braque je 1906. s Frieszom putovao u L'Estaque, u Antwerpen i natrag u Le Havre kako bi izrađivao umjetnine.
U svibnju 1907., Braque je imao uspješnu fovističku izložbu u Salon des Indépendants. Iste godine, Braqueov stil počeo je sporu evoluciju kada je on pao pod jak utjecaj Paula Cézannea, koji je umro 1906. i čija su djela u rujnu 1907. po prvi put izložena u Parizu.

## Kubizam
Braqueove slike iz perioda od 1908. do 1913. počele su reflektirati njegov novi interest u geometriju i istodobne perspektive. Obavio je intenzivnu studiju efekata svjetlosti i perspektive i tehničkih sredstava koje slikari koriste da prikažu te efekte, time dovodeći u pitanje najstandardnije umjetničke konvencije. U seoskim krajolicima, na primjer, Braque je redovito smanjivao arhitektonsku strukturu do geometrijske forme slične kocki, no predočio je njezinu sjenu tako da ona izgleda i ravna i trodimenzionalna. Na taj način Braque je skrenuo pozornost na samu prirodu vizualne iluzije i umjetničke reprezentacije.
S početkom 1909., Braque je počeo pobliže raditi s Pablom Picassom koji je također razvijao sličan pristup umjetnosti. Oba umjetnika stvarala su djela neutralizirane boje i kompleksnih nijansi, a ujedno i nejsanog oblika. Taj umjetnički stil danas se naziva analitički kubizam. Godine 1912. započeli su eksperimentirati s kolažom i papier colléom. Njihova produktivna suradnja trajala je sve do 1914., kada je Braque pozvan u Francusku vojsku kako bi služio u Prvom svjetskom ratu.

## Kasniji rad
Braque je u ratu ozbiljno ozlijeđen, te je po povratku na umjetnost 1917. prešao s apstraktne na kubističku umjetnost. Radeći sam, razvio je više osobni stil, karakteriziran čistom bojom, podlogama od tkanine i, nakon njegovog preseljanja u Normandiju, ponovno pojavljivanje ljudske figure. Tijekom tog perioda uglavnom je slikao mrtvu prirodu, držeći se svoje emfaze o strukturi. Tijekom svog izlječenja postao je dobar prijatelj s kubistom Juanom Grisom.
Nastavio je raditi do kraja života, napravivši velik broj slika, grafika i skulptura od kojih svaka ima svoju određenu kvalitetu. Georges Braque preminuo je u Parizu 31. kolovoza 1963.

## Vanjske poveznice

### Sestrinski projekti
|  | Zajednički poslužitelj ima još gradiva o temi Georges Braque |

### Mrežna mjesta
- LZMK / Hrvatska enciklopedija: Braque, Georges
- LZMK / Proleksis enciklopedija: Braque, Georges
- Artcyclopedia – Braqueova djela i život
- Georges Braque – djela  Arhivirana inačica izvorne stranice od 18. studenoga 2006. (Wayback Machine) na insecula.com
- Peintures de Georges Braque (fr.)